# Shahrestān di Khvaf
Lo shahrestān di Khvaf (farsi شهرستان خواف) è uno dei 28 shahrestān del Razavi Khorasan, il capoluogo è Khvaf. Lo shahrestān è suddiviso in 4 circoscrizioni (bakhsh): 
- Centrale (بخش مرکزی), con le città di Khvaf e Nashtifan.
- Sangan (بخش سنگان), con la città di Sangan.
- Jalgheh Zozan (بخش جلگه زوزن), con la città di Qasemabad e il villaggio di Zozan che è stato inserito nella lista provvisoria[2] del Patrimonio dell'umanità dell'UNESCO.
- Salami (بخش سلامی), con la città di Salami.